# Élder Tadej Štrbulović
Tadej (Tadeu) de Vitovnica (Vitovnica, 10 de outubro de 1914 — Bačka Palanka, 13 de abril de 2003) foi um ancião ortodoxo sérvio e autor publicado, creditado por propor a ideia de que nossos pensamentos determinam o resultado de nossas vidas. Foi hegúmeno do mosteiro de Vitovnica e um pai espiritual.

## Biografia
O Ancião Tadeu nasceu em 1914 no vilarejo de Vitovnica como Tomislav Štrbulović, filho de pais operários. Tornou-se monge em 1935 no mosteiro de Gornjak. Em 14 de julho do mesmo ano, tornou-se hierodiácono. Recebeu o título de hieromonge em 3 de fevereiro de 1938 no mosteiro Rakovica. Ele se tornou hegúmeno em 1949 na Catedral de São Miguel em Belgrado.
O Ancião Tadeu foi hegúmeno no mosteiro de Vitovnica de 14 de abril de 1962 até o final de março de 1972. Depois disso, foi um hegúmeno no monastério Pokajnica em Velika Plana, e depois disso foi um hegúmeno no monastério de Tuman. Ele então se tornou um hegúmeno no mosteiro de Vitovnica pela segunda vez. Ganhou o posto de arquimandrita em 1989 no mosteiro Gornjak em frente às relíquias do cnezo Lázaro da Sérvia.

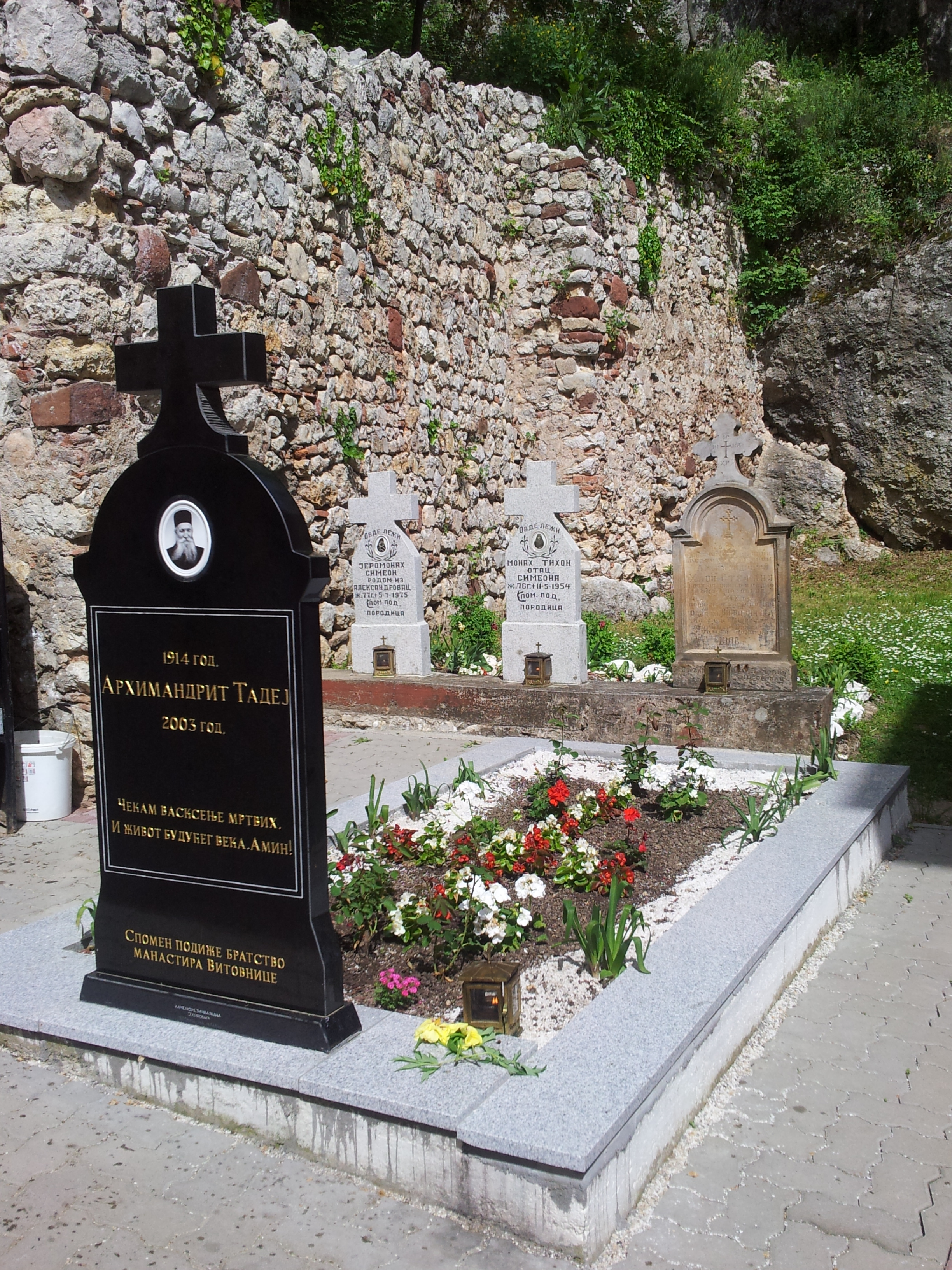
Seu túmulo no mosteiro de Vitovnica, lugar de grandes peregrinações

## Obras
- Kakve su ti misli, takav ti je život (Nossos pensamentos determinam nossas vidas), 2004